# Les Grandes-Armoises
Les Grandes-Armoises est une commune française située dans le département des Ardennes, en région Grand Est.

## Géographie
| Le Mont-Dieu |                   | Stonne      |
|              | Grandes-Verrières | La Berlière |
| Sy           | Oches             |             |

### Hydrographie
La commune est dans le bassin versant de la Meuse au sein du bassin Rhin-Meuse. Elle est drainée par le ruisseau des Armoises,.
Le ruisseau des Armoises, d'une longueur de 10 km, prend sa source dans la commune de Stonne et se jette  dans la Bar à Tannay, après avoir traversé six communes.

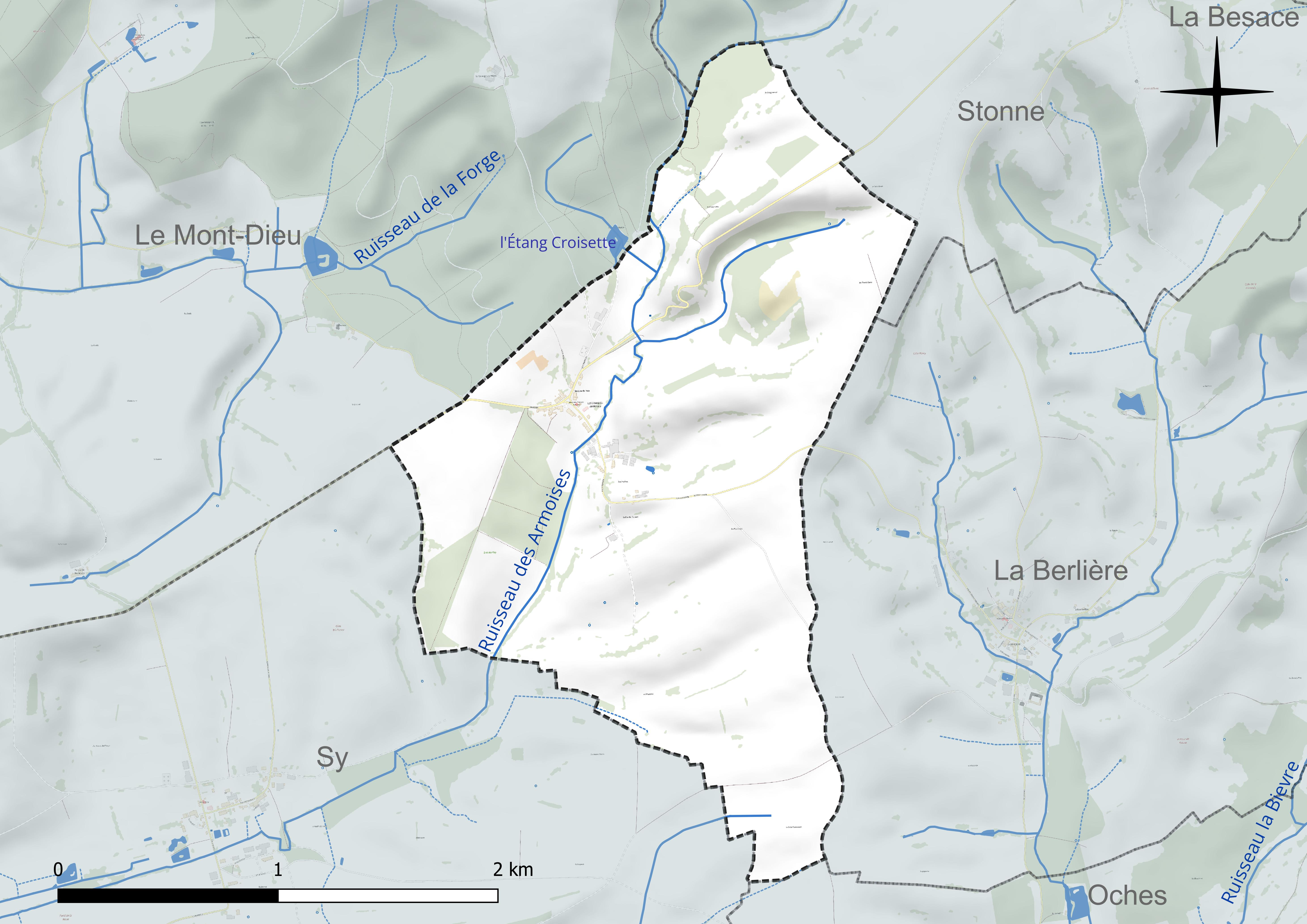
Réseaux hydrographique des Grandes-Armoises.

### Climat
Pour des articles plus généraux, voir Climat du Grand Est et Climat des Ardennes.
En 2010, le climat de la commune est de type climat de montagne, selon une étude du Centre national de la recherche scientifique s'appuyant sur une série de données couvrant la période 1971-2000. En 2020, Météo-France publie une typologie des climats de la France métropolitaine dans laquelle la commune est exposée à un climat océanique altéré et est dans la région climatique Lorraine, plateau de Langres, Morvan, caractérisée par un hiver rude (1,5 °C), des vents modérés et des brouillards fréquents en automne et hiver.
Pour la période 1971-2000, la température annuelle moyenne est de 9,8 °C, avec une amplitude thermique annuelle de 15,9 °C. Le cumul annuel moyen de précipitations est de 985 mm, avec 13,9 jours de précipitations en janvier et 9,7 jours en juillet. Pour la période 1991-2020, la température moyenne annuelle observée sur la station météorologique de Météo-France la plus proche, « Buzancy_sapc », sur la commune de Buzancy à 12 km à vol d'oiseau, est de 10,9 °C et le cumul annuel moyen de précipitations est de 862,0 mm. 
La température maximale relevée sur cette station est de 40,7 °C, atteinte le 25 juillet 2019 ; la température minimale est de −15,8 °C, atteinte le 20 décembre 2009,,.
Les paramètres climatiques de la commune ont été estimés pour le milieu du siècle (2041-2070) selon différents scénarios d'émission de gaz à effet de serre à partir des nouvelles projections climatiques de référence DRIAS-2020. Ils sont consultables sur un site dédié publié par Météo-France en novembre 2022.

## Urbanisme

### Typologie
Au 1er janvier 2024, Les Grandes-Armoises est catégorisée commune rurale à habitat très dispersé, selon la nouvelle grille communale de densité à 7 niveaux définie par l'Insee en 2022.
Elle est située hors unité urbaine et hors attraction des villes,.

### Occupation des sols
L'occupation des sols de la commune, telle qu'elle ressort de la base de données européenne d’occupation biophysique des sols Corine Land Cover (CLC), est marquée par l'importance des territoires agricoles (90,9 % en 2018), une proportion identique à celle de 1990 (90,9 %). La répartition détaillée en 2018 est la suivante : 
prairies (35,2 %), zones agricoles hétérogènes (28,5 %), terres arables (27,3 %), forêts (9,1 %). L'évolution de l’occupation des sols de la commune et de ses infrastructures peut être observée sur les différentes représentations cartographiques du territoire : la carte de Cassini (XVIIIe siècle), la carte d'état-major (1820-1866) et les cartes ou photos aériennes de l'IGN pour la période actuelle (1950 à aujourd'hui).

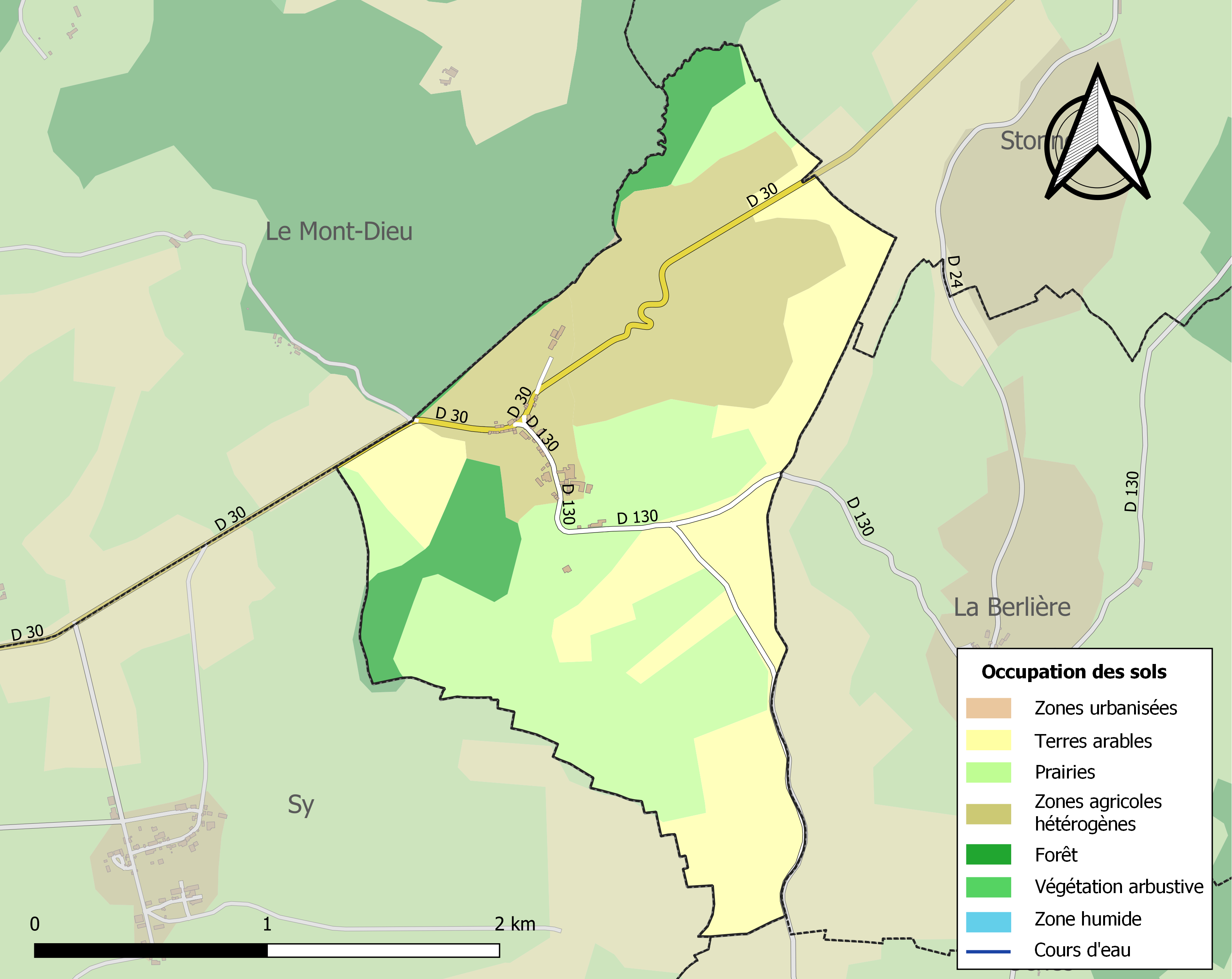
Carte des infrastructures et de l'occupation des sols de la commune en 2018 (CLC).

## Toponymie
Les Grandes-Armoises et Les Petites-Armoises sont deux communes voisines.
Des adjectifs oïl petites, grandes et le pluriel de armoise.
L'Armoise est une espèce de plante à fleurs. Il existe deux espèces, la grande Armoise et la petite Armoise.

## Politique et administration
| Période                                  | Période                   | Identité                                       | Étiquette | Qualité      |
| ---------------------------------------- | ------------------------- | ---------------------------------------------- | --------- | ------------ |
| 1879                                     |                           | Charpentier                                    |           |              |
| 1879                                     |                           | Delorme                                        |           |              |
| Les données manquantes sont à compléter. |                           |                                                |           |              |
| mars 2001                                | En cours (au 23 mai 2020) | Gérard Faillon, Réélu pour le mandat 2020-2026 |           | Ancien cadre |

## Démographie
L'évolution du nombre d'habitants est connue à travers les recensements de la population effectués dans la commune depuis 1793. Pour les communes de moins de 10 000 habitants, une enquête de recensement portant sur toute la population est réalisée tous les cinq ans, les populations de référence des années intermédiaires étant quant à elles estimées par interpolation ou extrapolation. Pour la commune, le premier recensement exhaustif entrant dans le cadre du nouveau dispositif a été réalisé en 2006.

En 2022, la commune comptait 54 habitants, en évolution de −11,48 % par rapport à 2016 (Ardennes : −2,97 %, France hors Mayotte : +2,11 %).
| 1793 | 1800 | 1806 | 1821 | 1831 | 1836 | 1841 | 1846 | 1851 |
| ---- | ---- | ---- | ---- | ---- | ---- | ---- | ---- | ---- |
| 387  | 385  | 381  | 392  | 394  | 390  | 385  | 376  | 392  |

| 1866 | 1872 | 1876 | 1881 | 1886 | 1891 | 1896 | 1901 | 1906 |
| ---- | ---- | ---- | ---- | ---- | ---- | ---- | ---- | ---- |
| 272  | 245  | 213  | 210  | 201  | 202  | 200  | 182  | 170  |

| 1911 | 1921 | 1926 | 1931 | 1936 | 1946 | 1954 | 1962 | 1968 |
| ---- | ---- | ---- | ---- | ---- | ---- | ---- | ---- | ---- |
| 172  | 141  | 138  | 136  | 136  | 78   | 110  | 71   | 66   |

| 1975 | 1982 | 1990 | 1999 | 2006 | 2011 | 2016 | 2021 | 2022 |
| ---- | ---- | ---- | ---- | ---- | ---- | ---- | ---- | ---- |
| 63   | 44   | 54   | 41   | 45   | 58   | 61   | 56   | 54   |

## Héraldique
| Armes de Les Grandes-Armoises | Les armes de Les Grandes-Armoises se blasonnent ainsi : Gironné d’or et d’azur de douze pièces à l’écusson parti d’argent et de gueules brochant en abîme. |

## Lieux et monuments

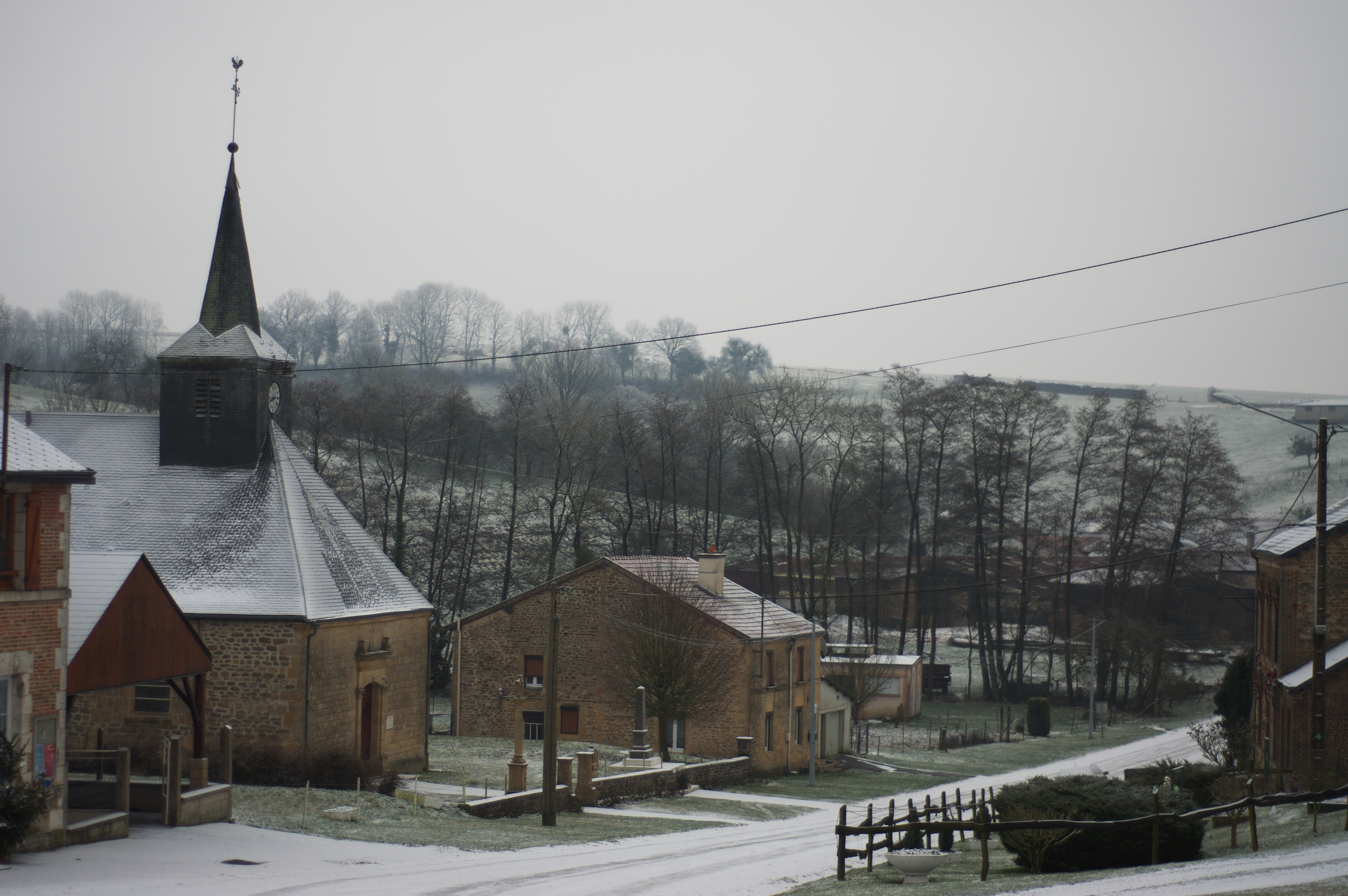
Église Sainte-Catherine des Grandes-Armoises.

- Église Sainte-Catherine des Grandes-Armoises : le chœur, d'après sa corniche et ses modillons, date du XIIIe siècle. Mais les baies ont été reprises en 1762, quand la nef de cette église a été reconstruite (la date de 1762 est inscrite au-dessus du portail). Une importante restauration a été entreprise en 1935, à la suite de dégâts engendrés en particulier par la Première Guerre mondiale[25].

## Association liée à la commune
L'association Artémisia est née aux Grandes-Armoises en septembre 2000 et affiliée à la Fédération française des sports populaires. Elle est agréée jeunesse et sports et son activité principale  est la randonnée, ainsi que la création de sentiers permanents de randonnées.